# Sonia Handelman Meyerová
Sonia Handelman Meyerová (nepřechýleně Sonia Handelman Meyer; 12. února 1920 Lakewood Township – 11. září 2022 Charlotte) byla americká fotografka, známá především svou pouliční fotografií jako členka newyorské organizace Photo League.

## Životopis
Narodila se v roce 1920 v Lakewood Township v New Jersey. V roce 1941 absolvovala v první třídě na Queens College v New Yorku. Fotografii objevila v roce 1942, když byla civilní pracovnicí ve Fort Buchanan v Portoriku pro US Army Signal Corps.
Po návratu do New Yorku ve 40. letech 20. století byla členkou New York Photo League v letech 1943–1951 jako fotografka i sekretářka. Po druhé světové válce fotografovala židovské přeživší holocaustu v New Yorku. V roce 1949 se účastnila výstavy This is the Photo League.
Po rozpuštění Photo League v roce 1951 zůstala její práce z velké části nepoznaná až do roku 2006, kdy ji znovu objevil majitel galerie v Charlotte v Severní Karolíně.
V roce 2014 Mint Museum v Charlotte představilo výstavu Bearing Witness: The New York Photo League a Sonia Handelman Meyer. V roce 2019 byla zařazena na výstavu Modern Women: Modern Vision, Works from the Bank of America Collection v Tampa Museum of Art.
Zemřela v Charlotte v Severní Karolíně 11. září 2022 ve věku 102 let.

## Sbírky
Dílo autorky se nachází v následujících stálých sbírkách:
- Metropolitní muzeum umění, New York: 1 výtisk (od prosince 2019)[13]
- Židovské muzeum, New York: 3 výtisky (od prosince 2019)[14]
- Muzeum mincovny, Charlotte, Severní Karolína[15]